# Hypoponera brevis
Hypoponera brevis es una especie de hormiga del género Hypoponera, subfamilia Ponerinae.